# Coromoro
Coromoro è un comune della Colombia facente parte del dipartimento di Santander.
L'abitato venne fondato da Guillermo Diaz nel 1729.